# Bitburg
Bitburg (phát âm tiếng Đức: [ˈbɪtbʊʁk] là huyện lỵ của huyện Bitburg-Prüm, bang Rhineland-Palatinate, Đức.

## Thành phố kết nghĩa
- Arlon, Bỉ
- Bad Köstritz (Thuringia), Đức
- Diekirch, Luxembourg
- Rethel, Pháp
- Shelbyville (Kentucky), Hoa Kỳ